# Арношт из Пардубиц
Арношт из Пардубиц (чеш. Arnošt z Pardubic) или Эрнест Пардубицкий (25 марта 1297, Кладско — 30 июня 1364, Роуднице-над-Лабем) — первый пражский архиепископ, один из ближайших советников императора Карла IV Люксембургского.

## Биография
Арношт из Пардубице родился 25 марта 1297 года в Кладско, где его отец Арношт из Гостине и Старе занимал должность бургграфа. Там же Арношт провёл детство.
Получив начальное образование в одном из чешских бенедиктинских монастырей, он отправился в Италию и в течение четырнадцати лет посещал университеты в Болонье и Падуе.
Возвратившись на родину, был в 1343 году избран пражским епископом, но уже в следующем 1344 году пражское епископство было преобразовано в архиепископство, после чего Арношт получил паллий от Папы Римского.
Арношт из Пардубице всеми силами стремился к исправлению испорченных нравов духовенства и следил, чтобы духовные суды выносили справедливые решения. Во всех важнейших государственных постановлениях и реформах Карла IV он принимал участие своими знаниями и советом. Так, например, благодаря его усилиям были запрещены ордалии (т. н. «Божьи суды») при отправлении правосудия в земских судах.
Он оказал влияние на решение Карла IV учредить университет в Праге, бывал несколько раз послом при папском дворе в Авиньоне и так прославился, что после смерти Иннокентия VI некоторые хотели выдвинуть его кандидатом на папский престол.
Арношт из Пардубице скончался 30 июня 1364 году в Роуднице-над-Лабем.
Образ архиепископа в фильме «Ночь на Карлштейне» (1974) воплотил на экране Карел Хёгер.